# David Ríos Insua
David Ríos Insua (Madrid, 21 de juny de 1964) és un matemàtic espanyol, fill i deixeble de Sixto Ríos García, considerat el pare de l'estadística espanyola. És l'acadèmic més jove de la Reial Acadèmia de Ciències Exactes, Físiques i Naturals de la que en fou nomenat vicesecretari en 2015, de la que en fou escollit en 2008. S'ha doctorat en ciències de la computació per la Universitat de Leeds i és professor a d'estadística i investigació operativa a la Universitat Rey Juan Carlos (URJC), en la que es va presentar com a candidat a rector en 2009 i en fou vicedegà de noves tecnologies i relacions internacionals de 2002 a 2009. Ha treballat en camps com la inferència bayesiana en xarxes neuronals, mètodes MCMC en anàlisi de decisió, robustesa bayesiana o anàlisi de riscos de confrontació. També ha treballat en les àrees aplicades com la democràcia electrònica, gestió d'embassaments, models de lluita contra el terrorisme i molts altres. Està casat i té dues filles.

## Biografia
El 1987 es va llicenciar en matemàtiques a la Universitat Complutense de Madrid, amb premi extraordinaris i nacional. Va fer els seus estudis de doctorat a les Universitats de Manchester i Leeds, on es va doctorar el 1990. Ha estat professor i investigador en la Universitat Politècnica de Madrid (UPM), a la Universitat de Duke, a la Universitat de Purdue, a la Universitat Paris-Dauphine, a l'International Institute for Applied Systems Analysis (IIASA), al Consiglio Nazionale delle Ricerche-Istituto di Matematica Applicata i Tecnologie Informatiche (CNR-IMATI), i al Statistical and Applied Mathematical Sciences Institute (SAMSI), on ha estat director del programa d'anàlisi de risc, esdeveniments extrems i teoria de la decisió. També ha estat director del programa Towards Electronic Democracy (TED) de la European Science Foundation (ESF). És l'actual codirector del programa Algorithmic Decision Theory (ALGODEC). cofundat per l'European Cooperation in Science and Technology (COST) i l'European Science Foundation (ESF).

## Obres
- E-Democracy: A Group Decision and Negotiation Perspective, coord. por Simon French; David Ríos Insua (ed. lit.) Springer, 2010. ISBN 978-90-481-9045-4
- Simulación: métodos y aplicaciones Paracuellos del Jarama (Madrid) : Ra-Ma, [2008. ISBN 978-84-7897-895-3
- Statistical decision theory, amb Simon French, London : Arnold, 2000. ISBN 0-340-61460-9
- Simulación: métodos y aplicaciones, amb Sixto Ríos Insua i Jacinto Martín Jiménez, RA-MA, 1997. ISBN 84-7897-258-7
- Bayesian Analysis of Stochastic Processes, Wiley (amb F. Ruggeri i M. Wiper), (2012)
- Adversarial Risk Analysis, CRC (amb D. Banks i J. Ríos), (2015).